# Ардашев Леонід Арсентійович
А́рдашев Леоні́д Арсе́нтійович (9 вересня 1924, село Лип-Булатово, Кезький район — 21 квітня 1952, село Александрово, Кезький район) — учасник Другої Світової війни, Герой Радянського Союзу.
Після закінчення школи працював у колгоспі. У другій світовій війні взяв участь з червня 1942 року на Північно-Кавказькому, потім на Брянському, Ленінградському, Карельському та Прибалтійському фронтах. Зв'язковий командирської роти 133-о стрілецького полку 72-ї стрілецької дивізії 21-ї армії, молодший сержант. Відмітився 14 червня 1944 року в бою на Карельському перешийку. Коли командир роти був важко поранений, Ардашев повів підрозділ на штурм ворожих укріплень. З 1946 року молодший лейтенант в запасі. Жив на батьківщині, працював вчителем у школі.
Герой Радянського Союзу з 21 липня 1944 року. Нагороджений орденом Леніна, декількома медалями.